# Campionati mondiali di ginnastica artistica 2006
I Campionati Mondiali di Ginnastica Artistica 2006 sono la 39ª edizione della competizione. Si svolgono nella NRGi Arena di Aarhus, Danimarca, dal 13 al 21 ottobre 2006.
Per la prima volta i Campionati Mondiali sono organizzati in una città danese. La Federazione Internazionale di Ginnastica, per celebrare il 125º anniversario dalla sua fondazione, introduce un nuovo Codice dei Punteggi. Questo nuovo Codice interrompe la possibilità di ottenere un "10 Perfetto" in gara.
È in questa competizione che avviene la prima vittoria di una ginnasta italiana nel concorso generale individuale (da parte di Vanessa Ferrari, ora considerata la migliore ginnasta italiana nella storia).

## Programma
| Giorno     | Ora         | Uomini                | Donne                 |
| ---------- | ----------- | --------------------- | --------------------- |
| 13 ottobre | 19:00-21:00 | Cerimonia di apertura | Cerimonia di apertura |
| 14 ottobre | 09:00-22:15 | Qualificazioni        | —                     |
| 15 ottobre | 11:00-21:45 | Qualificazioni        | —                     |
| 16 ottobre | 09:00-21:30 | —                     | Qualificazioni        |
| 17 ottobre | 09:00-22:15 | —                     | Qualificazioni        |
| 17 ottobre | 19:00-21:00 | Concorso a squadre    | —                     |
| 18 ottobre | 19:00-21:00 | —                     | Concorso a squadre    |
| 19 ottobre | 15:30-18:30 | Concorso individuale  | —                     |
| 19 ottobre | 19:30-22:00 | —                     | Concorso a squadre    |
| 20 ottobre | 19:00-22:30 | Finale ad attrezzo    | —                     |
| 21 ottobre | 14:30-17:00 | —                     | Finale ad attrezzo    |

## Partecipanti
Ai 39° Campionati Mondiali hanno preso parte 545 atleti, 237 donne e 308 uomini, provenienti da 62 paesi.
| - Egitto (8) - Algeria (6) - Argentina (6) - Armenia (2) - Azerbaigian (1) - Australia (14) - Belgio (3) - Brasile (12) - Bulgaria (14) - Cile (12) - Cina (14) - Danimarca (14) - Germania (13) - Estonia (1) - Finlandia (13) - Francia (12) - Grecia (13) - Irlanda (3) - Islanda (10) - Israele (7) - Italia (13) | - Yemen (1) - Giappone (14) - Canada (13) - Kazakistan (7) - Colombia (6) - Croazia (6) - Lettonia (7) - Lituania (4) - Lussemburgo (1) - Malaysia (1) - Messico (12) - Nuova Zelanda (2) - Paesi Bassi (13) - Corea del Nord (6) - Norvegia (12) - Austria (9) - Polonia (12) - Portogallo (6) - Porto Rico (11) - Romania (13) - Russia (14) | - Svezia (13) - Svizzera (13) - Slovacchia (3) - Slovenia (9) - Spagna (14) - Sudafrica (8) - Corea del Sud (14) - Taipei cinese (8) - Thailandia (2) - Rep. Ceca (12) - Tunisia (2) - Turchia (7) - Ungheria (9) - Ucraina (13) - Uzbekistan (2) - Stati Uniti (14) - Regno Unito (14) - Venezuela (11) - Bielorussia (14) - Cipro (2) |

## Vincitori

### Uomini
| Evento                | Oro               | Punteggio | Argento                      | Punteggio | Bronzo            | Punteggio |
| Concorso a squadre    | Cina              | 277.775   | Russia                       | 275.400   | Giappone          | 274.800   |
| Concorso individuale  | Yang Wei          | 94.400    | Hiroyuki Tomita              | 93.175    | Fabian Hambüchen  | 92.975    |
| Corpo libero          | Marian Drăgulescu | 16.250    | Diego Hypólito               | 16.150    | Kyle Shewfelt     | 15.700    |
| Cavallo con maniglie  | Xiao Qin          | 16.025    | Prashanth Sellathurai        | 15.750    | Alexander Artemev | 15.500    |
| Anelli                | Chen Yibing       | 16.525    | Jordan Jovčev                | 16.325    | Yuri van Gelder   | 16.300    |
| Volteggio             | Marian Drăgulescu | 16.487    | Dzmitryj Kaspjarovič         | 16.312    | Fabian Hambüchen  | 15.825    |
| Parallele simmetriche | Yang Wei          | 16.075    | Hiroyuki Tomita Yoo Won-chul | 15.950    | —                 | —         |
| Sbarra                | Philippe Rizzo    | 16.125    | Aljaž Pegan                  | 15.900    | Vlasios Maras     | 15.800    |

### Donne
| Evento                 | Oro                | Punteggio | Argento          | Punteggio | Bronzo              | Punteggio |
| Concorso a squadre     | Cina               | 182.200   | Stati Uniti      | 181.350   | Russia              | 177.325   |
| Concorso individuale   | Vanessa Ferrari    | 61.025    | Jana Bieger      | 60.750    | Sandra Izbașa       | 60.250    |
| Corpo libero           | Cheng Fei          | 15.875    | Jana Bieger      | 15.550    | Vanessa Ferrari     | 15,450    |
| Volteggio              | Cheng Fei          | 15.712    | Alicia Sacramone | 15.325    | Oksana Čusovitina   | 15.100    |
| Parallele asimmetriche | Elizabeth Tweddle  | 16.200    | Nastia Liukin    | 16.050    | Vanessa Ferrari     | 15.775    |
| Trave di equilibrio    | Iryna Krasnjans'ka | 15.575    | Sandra Izbașa    | 15.500    | Elyse Hopfner-Hibbs | 15,475    |

## Risultati (in dettaglio)

### Concorso a squadre maschile
| Posizione | Squadra               | Corpo libero | Cavallo    | Anelli     | Volteggio  | Parallele  | Sbarra     | Totale  |
| --------- | --------------------- | ------------ | ---------- | ---------- | ---------- | ---------- | ---------- | ------- |
| Oro       | Cina                  | 44.575       | 44.775     | 47.625     | 48.900     | 47.125     | 44.775     | 277.775 |
| Oro       | Yang Wei              | —            | 13.600     | 16.150     | 16.575     | 16.100     |            | 277.775 |
| Oro       | Feng Jing             | —            | 15.100     | 14.975     | —          | 15.400     | 15.125     | 277.775 |
| Oro       | Chen Yibing           | 15.200       | —          | 16.500     | 16.250     | —          | —          | 277.775 |
| Oro       | Xiao Qin              | —            | 16.075     | —          | —          | 15.625     | 15.050     | 277.775 |
| Oro       | Liang Fuliang         | 15.325       | —          | —          | 16.075     | —          | —          | 277.775 |
| Oro       | Zou Kai               | 14.050       | —          | —          | —          | —          | 14.600     | 277.775 |
| Argento   | Russia                | 44.125       | 45.350     | 46.325     | 47.900     | 46.900     | 44.800     | 275.400 |
| Argento   | Maksim Devjatovskij   | 14.150       | 15.000     | 14.850     | 16.175     | 15.400     | —          | 275.400 |
| Argento   | Nikolaj Krjukov       | —            | 15.600     | —          | 15.975     | 15.775     | 15.425     | 275.400 |
| Argento   | Sergej Chorochordin   | 14.800       | 14.750     | —          | —          | 15.725     | 14.950     | 275.400 |
| Argento   | Jurij Rjazanov        | —            | —          | 15.075     | 15.750     | —          | —          | 275.400 |
| Argento   | Dmitrij Gogotov       | 15.175       | —          | —          | —          | —          | 14.425     | 275.400 |
| Argento   | Aleksandr Safoškin    | —            | —          | 16.400     | —          | —          | —          | 275.400 |
| Bronzo    | Giappone              | 44.425       | 44.775     | 47.150     | 47.175     | 46.225     | 45.050     | 274.800 |
| Bronzo    | Hiroyuki Tomita       | 14.575       | 15.350     | 15.975     | —          | 15.500     | 13.850     | 274.800 |
| Bronzo    | Eichi Sekiguchi       | 15.050       | —          | —          | 16.050     | —          | 15.700     | 274.800 |
| Bronzo    | Naoya Tsukahara       | —            | 14.675     | 15.575     | —          | 15.500     | —          | 274.800 |
| Bronzo    | Hisashi Mizutori      | —            | 14.750     | —          | 15.275     | —          | 15.500     | 274.800 |
| Bronzo    | Takehito Mori         | —            | —          | —          | 15.850     | 15.225     | —          | 274.800 |
| Bronzo    | Takuya Nakase         | 14.800       |            | 15.600     | —          | —          | —          | 274.800 |
| 4         | Romania               | 46.175       | 44.700     | 45.175     | 48.500     | 44.975     | 42.700     | 272.225 |
| 4         | Marian Drăgulescu     | 15.850       | —          | —          | 16.500     | 14.775     | 15.125     | 272.225 |
| 4         | Flavius Koczi         | 15.050       | 14.800     | —          | 15.675     | —          | 14.550     | 272.225 |
| 4         | Ilie Daniel Popescu   | —            | 15.575     | —          | 16.325     | 14.900     | —          | 272.225 |
| 4         | Dan Potra             | —            | 14.325     | 15.400     | —          | 15.300     | —          | 272.225 |
| 4         | Razvan Selariu        | 15.275       | —          | 14.925     | —          | —          | 13.025     | 272.225 |
| 4         | Robert Stănescu       | —            | —          | 14.850     | —          | —          | —          | 272.225 |
| 5         | Bielorussia           | 45.325       | 44.125     | 46.450     | 47.000     | 46.100     | 43.050     | 272.050 |
| 5         | Ivan Ivankoŭ          | —            | 14.450     | 15.975     | —          | 15.875     | 15.225     | 272.050 |
| 5         | Dzmitryj Kaspjarovič  | 14.975       | —          | 15.375     | 15.600     | 15.150     | —          | 272.050 |
| 5         | Dimitri Savitski      | 15.025       | 14.625     | 15.100     | 15.725     | —          | —          | 272.050 |
| 5         | Denis Savenkov        | 15.325       | —          | —          | 15.675     | —          | 14.700     | 272.050 |
| 5         | Aliaksandr Tsarevich  | —            | 15.050     | —          | —          | 15.075     | 13.125     | 272.050 |
| 6         | Canada                | 46.050       | 42.725     | 44.575     | 48.825     | 44.725     | 43.450     | 270.350 |
| 6         | Nathan Gafuik         | —            | 14.675     | 14.075     | 16.275     | —          | 14.200     | 270.350 |
| 6         | Brandon O'Neill       | 15.375       | —          | —          | 16.300     | 15.050     | —          | 270.350 |
| 6         | Kyle Shewfelt         | 15.600       | —          | —          | 16.250     | —          | 14.675     | 270.350 |
| 6         | David Kikuchi         | —            | 14.500     | 15.500     | —          | —          | 14.575     | 270.350 |
| 6         | Adam Wong             | 15.075       | —          | 15.000     |            | 14.350     | —          | 270.350 |
| 6         | Ken Ikeda             | —            | 13.550     | —          | —          | 15.325     | —          | 270.350 |
| 7         | Germania              | 44.625       | 44.450     | 45.300     | 47.375     | 44.975     | 43.300     | 270.025 |
| 7         | Fabian Hambüchen      | 15.475       | —          | 15.025     | 16.225     | 15.350     | 14.600     | 270.025 |
| 7         | Thomas Andergassen    | —            | 15.000     | 15.450     | —          | 14.575     | —          | 270.025 |
| 7         | Robert Juckel         | —            | 14.600     | 14.825     | —          | —          | 15.000     | 270.025 |
| 7         | Philipp Boy           | 14.400       | —          | —          | 15.600     | —          | 13.700     | 270.025 |
| 7         | Marcel Nguyen         | —            | —          | —          | 15.550     | 15.050     | —          | 270.025 |
| 7         | Eugen Spiridonov      | 14.750       | 14.850     | —          | —          | —          | —          | 270.025 |
| 8         | Svizzera              | 44.750 (4)   | 42.875 (7) | 44.550 (8) | 47.675 (5) | 43.875 (8) | 44.300 (4) | 268.025 |
| 8         | Claudio Capelli       | 15.175       | 14.675     | —          | 15.800     | 14.525     | 13.975     | 268.025 |
| 8         | Nicolas Boeschenstein | 14.925       | —          | —          | 15.875     | 15.325     | —          | 268.025 |
| 8         | Mark Ramseier         | —            | 14.475     | 14.675     | 16.000     | —          | —          | 268.025 |
| 8         | Roger Sager           | 14.650       | —          | 14.850     | —          | —          | 15.250     | 268.025 |
| 8         | Andreas Schweizer     | —            | —          | 15.025     | —          | 14.025     | —          | 268.025 |
| 8         | Daniel Groves         | —            | 13.725     | —          | —          | —          | 15.075     | 268.025 |

### Concorso individuale maschile
| Pos.    | Ginnasta             | Nazione       | Attrezzo  | Attrezzo  | Attrezzo | Attrezzo     | Attrezzo | Attrezzo | Totale |
| Pos.    | Ginnasta             | Nazione       | Volteggio | Parallele | Sbarra   | Corpo libero | Anelli   | Cavallo  | Totale |
| ------- | -------------------- | ------------- | --------- | --------- | -------- | ------------ | -------- | -------- | ------ |
| Oro     | Yang Wei             | Cina          | 15.125    | 15.350    | 16.450   | 16.625       | 16.000   | 14.850   | 94.400 |
| Argento | Hiroyuki Tomita      | Giappone      | 15.275    | 14.975    | 15.900   | 15.850       | 15.725   | 15.450   | 93.175 |
| Bronzo  | Fabian Hambüchen     | Germania      | 15.725    | 14.575    | 15.250   | 16.400       | 15.350   | 15.675   | 92.975 |
| 4       | Chen Yibing          | Cina          | 15.225    | 14.925    | 16.500   | 16.200       | 15.050   | 14.725   | 92.625 |
| 5       | Maksim Devjatovskij  | Russia        | 15.250    | 15.250    | 15.375   | 16.225       | 15.550   | 14.900   | 92.550 |
| 6       | Takuya Nakase        | Giappone      | 15.525    | 14.475    | 15.700   | 15.350       | 15.175   | 15.425   | 91.650 |
| 7       | Yang Tae-Young       | Corea del Sud | 15.300    | 14.650    | 15.050   | 14.975       | 15.900   | 14.825   | 90.700 |
| 8       | Razvan Selariu       | Romania       | 15.250    | 14.375    | 15.400   | 16.175       | 14.700   | 14.700   | 90.600 |
| 9       | Adam Wong            | Canada        | 15.225    | 14.650    | 15.125   | 15.625       | 14.975   | 14.725   | 90.325 |
| 9       | Rafael Martínez      | Spagna        | 15.150    | 15.300    | 15.025   | 15.025       | 15.050   | 14.775   | 90.325 |
| 11      | Dmitri Savitski      | Bielorussia   | 14.650    | 15.050    | 15.150   | 15.775       | 14.975   | 14.500   | 90.100 |
| 12      | Joshua Jefferis      | Australia     | 14.875    | 14.075    | 15.175   | 15.500       | 14.925   | 14.700   | 89.250 |
| 13      | Roman Zozulya        | Ucraina       | 15.050    | 13.625    | 15.950   | 15.325       | 15.225   | 13.925   | 89.100 |
| 14      | Dan Potra            | Romania       | 15.200    | 14.225    | 15.575   | 15.825       | 13.600   | 14.575   | 89.000 |
| 15      | Dmitri Karbonenko    | Francia       | 15.400    | 14.475    | 14.575   | 15.300       | 15.050   | 14.125   | 88.925 |
| 16      | Jurij Rjazanov       | Russia        | 14.525    | 13.725    | 14.925   | 15.725       | 14.975   | 15.025   | 88.900 |
| 17      | Nathan Gafuik        | Canada        | 15.150    | 13.925    | 14.325   | 16.150       | 14.350   | 14.350   | 88.250 |
| 18      | Guillermo Alvarez    | Stati Uniti   | 15.375    | 13.775    | 14.550   | 15.725       | 14.525   | 14.225   | 88.175 |
| 19      | Christos Lympanovnos | Grecia        | 14.850    | 14.475    | 15.025   | 15.625       | 14.000   | 14.025   | 88.000 |
| 20      | Luis Vargas          | Porto Rico    | 15.125    | 13.625    | 14.300   | 15.650       | 15.225   | 13.525   | 87.450 |
| 21      | Mykola Kuksenkov     | Ucraina       | 14.225    | 14.775    | 14.350   | 15.700       | 14.950   | 13.425   | 87.425 |
| 22      | Alexander Artemev    | Stati Uniti   | 15.075    | 14.475    | 14.250   | 15.750       | 15.525   | 12.150   | 87.225 |
| 23      | Claudio Capelli      | Svizzera      | 14.650    | 12.525    | 14.100   | 15.875       | 13.875   | 14.225   | 85.250 |

### Corpo libero maschile
| Pos.    | Ginnasta            | D Score | E Score | Pen. | Totale |
| ------- | ------------------- | ------- | ------- | ---- | ------ |
| Oro     | Marian Drăgulescu   | 6.900   | 9.350   | —    | 16.250 |
| Argento | Diego Hypólito      | 6.700   | 9.450   | —    | 16.150 |
| Bronzo  | Kyle Shewfelt       | 6.200   | 9.500   | —    | 15.700 |
| 4       | Gervasio Deferr     | 6.200   | 9.475   | —    | 15.675 |
| 5       | Jordan Jovčev       | 6.100   | 9.500   | —    | 15.600 |
| 6       | Zou Kai             | 6.500   | 9.050   | —    | 15.550 |
| 7       | Alexander Shatilov  | 6.200   | 9.325   | —    | 15.525 |
| 8       | Isaac Botella Perez | 6.000   | 8.600   | —    | 14.600 |

### Cavallo con maniglie
| Pos.    | Ginnasta              | D Score | E Score | Pen. | Totale |
| ------- | --------------------- | ------- | ------- | ---- | ------ |
| Oro     | Xiao Qin              | 6.300   | 9.725   | —    | 16.025 |
| Argento | Prashanth Sellathurai | 6.400   | 9.350   | —    | 15.750 |
| Bronzo  | Alexander Artemev     | 5.900   | 9.600   | —    | 15.500 |
| 4       | Nikolaj Krjukov       | 6.100   | 9.350   | —    | 15.450 |
| 5       | Feng Jing             | 6.100   | 9.275   | —    | 15.375 |
| 6       | Flavius Koczi         | 6.200   | 9.150   | —    | 15.350 |
| 7       | Hiroyuki Tomita       | 5.900   | 9.325   | —    | 15.225 |
| 8       | Robert Seligman       | 6.200   | 8.550   | —    | 14.750 |

### Volteggio maschile
| Pos.    | Ginnasta             | D. Score | E. Score | Penalità | 1° Parziale | D. Score | E. Score | Penalità | 2° Parziale | Totale |
| ------- | -------------------- | -------- | -------- | -------- | ----------- | -------- | -------- | -------- | ----------- | ------ |
| Oro     | Marian Drăgulescu    | 7.000    | 9.500    | —        | 16.500      | 7.000    | 9.475    | —        | 16.475      | 16.487 |
| Argento | Dzmitryj Kaspjarovič | 7.000    | 9.275    | —        | 16.275      | 7.000    | 9.350    | —        | 16.350      | 16.312 |
| Bronzo  | Fabian Hambüchen     | 6.600    | 9.475    | —        | 16.075      | 6.200    | 9.375    | —        | 15.575      | 15.825 |
| 4       | Yernar Yerimbetov    | 6.600    | 9.450    | 0.100    | 15.950      | 7.000    | 8.575    | 0.100    | 15.475      | 15.712 |
| 5       | Diego Hypólito       | 6.600    | 9.550    | —        | 16.150      | 6.600    | 8.875    | 0.300    | 15.175      | 15.662 |
| 6       | Leszek Blanik        | 7.000    | 8.900    | 0.100    | 15.800      | 7.000    | 8.500    | —        | 15.500      | 15.650 |
| 7       | Jevgēņijs Saproņenko | 7.000    | 8.150    | 0.300    | 14.850      | 7.000    | 8.975    | —        | 15.975      | 15.412 |
| 8       | Raphael Wignanitz    | 7.000    | 8.000    | 0.300    | 14.700      | 6.600    | 9.175    | —        | 15.775      | 15.237 |
| Pos.    | Ginnasta             | 1° Salto | 1° Salto | 1° Salto | 1° Salto    | 2° Salto | 2° Salto | 2° Salto | 2° Salto    | Totale |

### Parallele simmetriche
| Pos.    | Ginnasta             | D Score | E Score | Pen. | Totale |
| ------- | -------------------- | ------- | ------- | ---- | ------ |
| Oro     | Yang Wei             | 6.600   | 9.475   | —    | 16.075 |
| Argento | Hiroyuki Tomita      | 6.300   | 9.650   | —    | 15.950 |
| Argento | Yoo Won-Chul         | 6.400   | 9.550   | —    | 15.950 |
| 4       | Vasileios Tsolakidis | 6.400   | 9.525   | —    | 15.925 |
| 5       | Ivan Ivankoŭ         | 6.500   | 9.350   | —    | 15.850 |
| 6       | Yang Tae-Young       | 6.600   | 9.125   | —    | 15.725 |
| 7       | Takehito Mori        | 6.200   | 9.500   | —    | 15.700 |
| 8       | Anton Fokin          | 6.400   | 9.050   | —    | 15.450 |

### Sbarra
| Pos.    | Ginnasta          | D Score | E Score | Pen. | Totale |
| ------- | ----------------- | ------- | ------- | ---- | ------ |
| Oro     | Philippe Rizzo    | 6.600   | 9.525   | —    | 16.125 |
| Argento | Aljaž Pegan       | 6.500   | 9.400   | —    | 15.900 |
| Bronzo  | Vlasios Maras     | 6.200   | 9.600   | —    | 15.800 |
| 4       | Hiroyuki Tomita   | 6.200   | 9.350   | —    | 15.550 |
| 5       | Nikolaj Krjukov   | 6.000   | 9.525   | —    | 15.525 |
| 6       | Takehito Mori     | 6.100   | 8.775   | —    | 14.875 |
| 7       | Kim Seung-Il      | 5.900   | 8.475   | —    | 14.375 |
| 8       | Marian Drăgulescu | 4.000   | 7.325   | —    | 11.325 |

## Medagliere
| Pos.   | Paese         | Oro | Argento | Bronzo | Totale |
| ------ | ------------- | --- | ------- | ------ | ------ |
| 1      | Cina          | 8   | —       | —      | 8      |
| 2      | Romania       | 2   | 1       | 1      | 4      |
| 3      | Australia     | 1   | 1       | —      | 2      |
| 4      | Italia        | 1   | —       | 2      | 3      |
| 5      | Regno Unito   | 1   | —       | —      | 1      |
| 5      | Ucraina       | 1   | —       | —      | 1      |
| 7      | Stati Uniti   | —   | 5       | 1      | 6      |
| 8      | Giappone      | —   | 2       | 1      | 3      |
| 9      | Russia        | —   | 1       | 1      | 2      |
| 10     | Bielorussia   | —   | 1       | —      | 1      |
| 10     | Brasile       | —   | 1       | —      | 1      |
| 10     | Corea del Sud | —   | 1       | —      | 1      |
| 10     | Slovenia      | —   | 1       | —      | 1      |
| 11     | Germania      | —   | —       | 3      | 3      |
| 11     | Canada        | —   | —       | 2      | 2      |
| 13     | Paesi Bassi   | —   | —       | 1      | 1      |
| 13     | Grecia        | —   | —       | 1      | 1      |
| Totale | Totale        | 14  | 14      | 13     | 41     |

## Collegamenti
- Federazione Internazionale Ginnastica, su fig-gymnastics.com.